# Afonso Pena
Afonso Augusto Moreira Pena (30 tháng 11 năm 1847 - 14 tháng 6 năm 1909) là một chính trị gia Brazil, từng làm Tổng thống Braxin từ năm 1906 đến năm 1909. Trước khi có sự nghiệp chính trị, ông Pena là luật sư, Và là thành viên của Toà án Tối cao Braxin. Ông là Tổng thống đầu tiên chết tại văn phòng.
Pena bắt đầu sự nghiệp chính trị vào năm 1874 với một cuộc bầu cử vào Đại hội đồng Hoàng gia. Trong những năm kế tiếp, Pena đã hòa giải công việc lập pháp với một số thời kỳ giữ các thư ký - Bộ trưởng Nông nghiệp (1882), Thương mại và Các vấn đề Công cộng (1883) và Công lý (1885). Pena sau đó chủ tọa cuộc họp của Minas Gerais.
Sau khi tuyên bố của Cộng hoà, ông là thống đốc của Minas Gerais giữa năm 1892 và năm 1894. Trong chính quyền của ông rằng Belo Horizonte đã được thiết lập cho thủ đô tương lai của nhà nước (mà tại thời điểm đó là Ouro Preto). Ông chạy trong cuộc bầu cử tổng thống năm 1894, nhưng bị mất bởi một biên lớn để Prudente de Morais.
Năm 1902 Pena trở thành Phó Tổng thống Francisco de Paula Rodrigues Alves. Ông được bầu làm tổng thống vào năm 1906 và phục vụ cho đến khi ông mất vào năm 1909, vài ngày sau khi Álvaro Pena qua đời.

## Hình ảnh

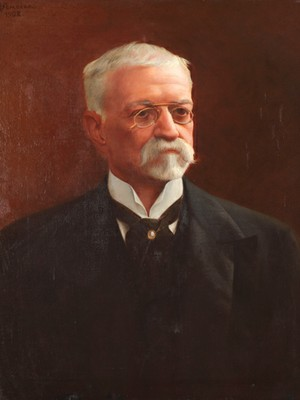
Tranh vẽ tổng thống Pena bởi Rodolfo Amoedo
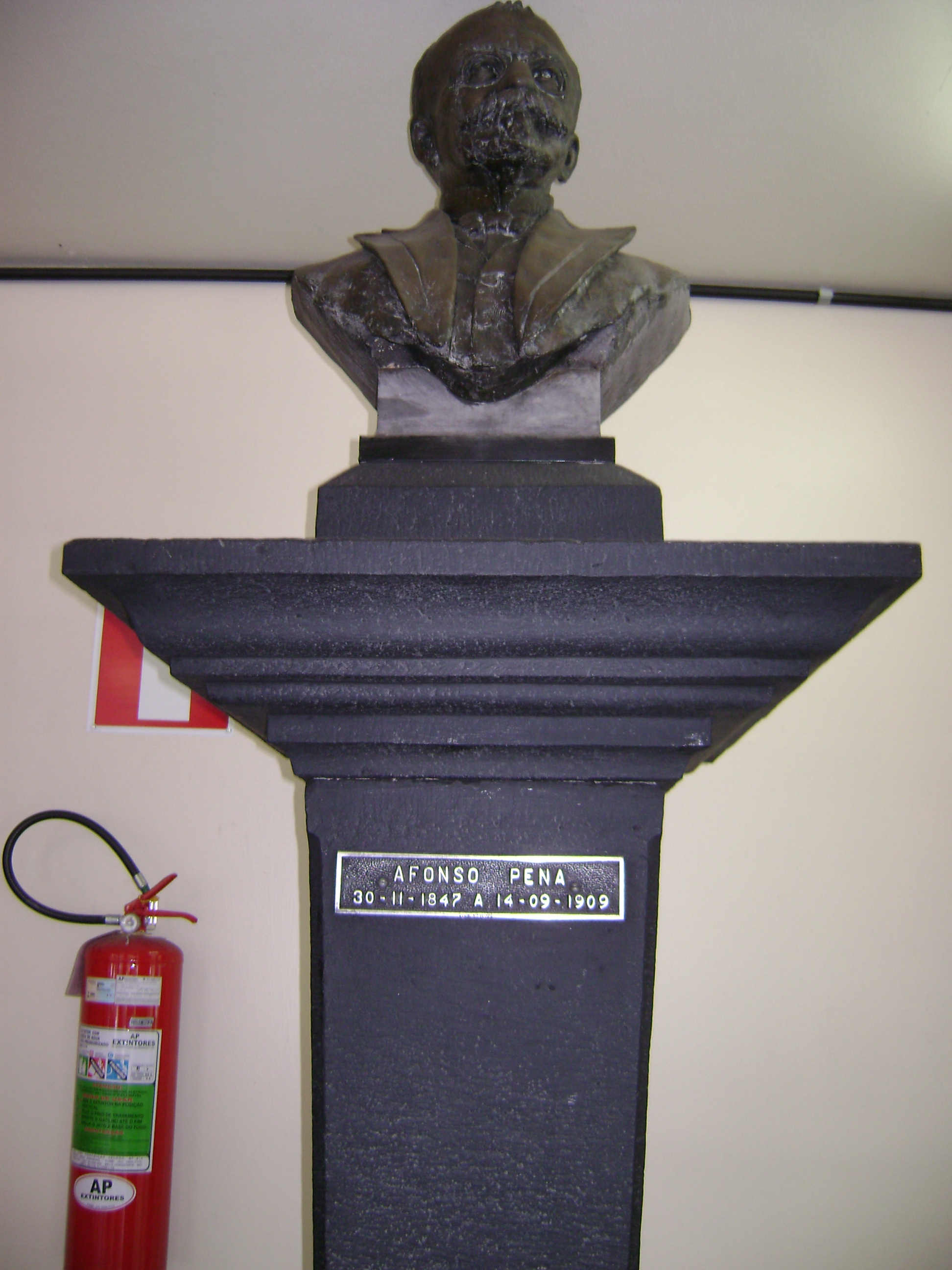
Bust of Afonso Pena in the hall of the UFMG School of Law in Belo Horizonte, which he was one of the founders.
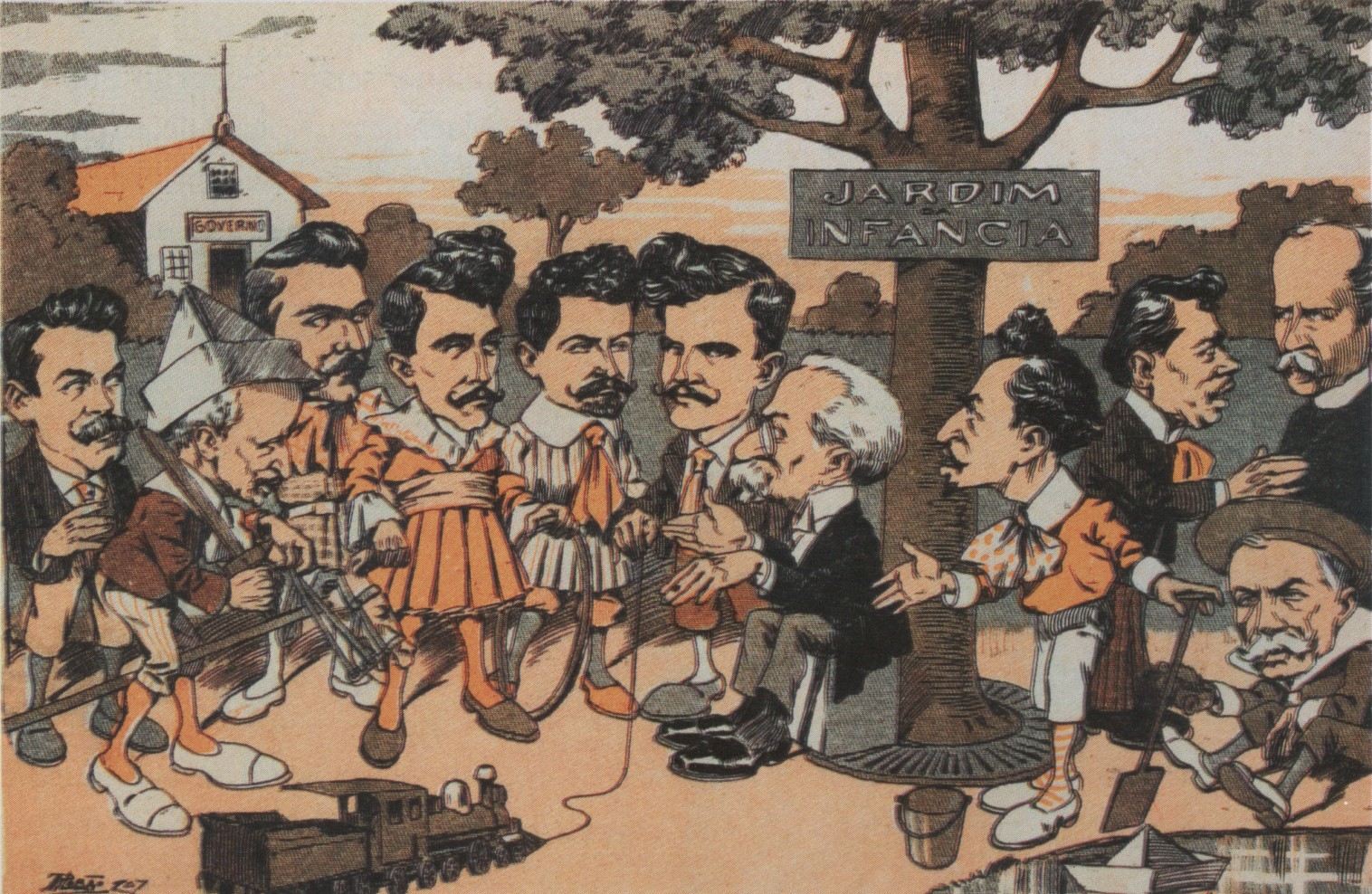
Press criticizing the young personnel of Pena's cabinet